# Черчитоле (Фрозиноне)
Черчитоле је насеље у Италији у округу Фрозиноне, региону Лацио.
Према процени из 2011. у насељу је живело 125 становника. Насеље се налази на надморској висини од 726 м.